# 魅族16th系列
魅族16th系列是魅族科技于2018年8月8日在北京发布的基于Android系统的旗舰手机，包括魅族16th与魅族16th Plus。
魅族16th系列采用了当时少见的上下对称非异形全面屏，搭载高通骁龙845处理平台，后置双摄竖排居中排列，配有环形闪光灯。

## 设计
魅族16th系列发布时有“静夜黑”与“远山白”两个配色，后在销售时新上架了“极光蓝”配色。三款配色均采用玻璃背板 及金属中框。
魅族16th系列前面板有黑、白两个颜色，其中“远山白”配色采用白色前面板，这也是少有的采用白色全面屏前面板的手机。另外两款配色均采用黑色前面板。
魅族16th系列背面采用居中双摄竖直排布，魅族经典的“环形闪光灯”在双摄下方，与摄像头在同一竖直线上。
正面魅族16th系列采用了非异形全面屏的设计，左右边框宽1.43mm，上边框宽7mm，采用COF封装工艺，官方宣称屏占比达到91.18％。

## 硬件
魅族16th系列全系搭载高通骁龙845处理平台，采用UFS 2.1闪存及LPDDR4x内存。同时，其全系搭载铜管散热装置，可大幅提升散热效率。
魅族16th采用三星6.0英寸AMOLED屏幕，PPI达到402，而魅族16th Plus采用三星6.5英寸AMOLED屏幕，PPI为374。两者分辨率均为2160x1080，屏幕采样率达到100Hz。
续航方面魅族16th搭载3010mAh电池，魅族16th Plus搭载3640mAh电池。标配24W有线充电，不支持无线充电。魅族16th的小电池导致其续航饱受网友诟病。
魅族16th系列全系搭载屏下指纹。这是魅族科技第一次在手机上搭载屏下指纹技术。

## 影音功能
魅族16th系列搭载索尼双摄。主摄传感器为IMX380，像素为2000万；副摄则为1200万像素的IMX350。主摄搭载有四轴OIS光学防抖。魅族16th系列还配有虹软公司定制的拍摄算法。
前置摄像头魅族16th系列搭载了定制“超小”2000万像素镜头，为搭配该手机极窄的上边框。
魅族16th系列还配有双立体声扬声器，搭载mEngine 2.0横向（X轴）线性马达。

## 软件
魅族16th系列搭载基于Android 8.1的定制Flyme7系统。